# Giulia Verona
Giulia Verona (Cremona, 22 gennaio 1999) è una nuotatrice italiana, vincitrice di due medaglie di bronzo alle Universiadi nella staffetta 4x100 metri stile libero.

## Palmarès
- Universiadi

Taipei 2017: bronzo nella 4x100m misti.
Napoli 2019: bronzo nella 4x100m sl.
- Giochi europei

Baku 2015: argento nei 100m rana e nei 200m rana.
- Europei giovanili

Hódmezővásárhely 2016: oro nei 100m rana e nei 200m rana e argento nella 4x100m misti.